# Adenia sphaerocarpa
Adenia sphaerocarpa är en passionsblomsväxtart. Adenia sphaerocarpa ingår i släktet Adenia och familjen passionsblomsväxter.

## Underarter
Arten delas in i följande underarter:
- A. s. mandrarensis
- A. s. sphaerocarpa